# Carneades quadrinodosa
Carneades quadrinodosa är en skalbaggsart som beskrevs av Aurivillius 1902. Carneades quadrinodosa ingår i släktet Carneades och familjen långhorningar. Inga underarter finns listade.